# Alfred Stock
Alfred Stock (Gdansk, 16 de julio de 1876 – Aken, 12 de agosto de 1946) fue un científico alemán en Química Inorgánica, primer investigador en estudiar los hidruros de boro y de silicio en el campo de la Química de Coordinación. También son destacados sus trabajos sobre el mercurio y el envenenamiento por mercurio. El premio Memorial Alfred Stock es otorgado en su memoria por la Sociedad de Químicos Alemanes - Gesellschaft Deutscher Chemiker.

## Biografía
Stock nació en la entonces Danzig, ciudad del Imperio Alemán, siendo educado en Berlín. Con nueve años era el asistente Hermann Emil Fischer químico de prestigio galardonado en 1902 con el Premio Nobel. En 1900, obtuvo la plaza de profesor en la Universidad de Breslau y en 1916, sucedió a Richard Willstätter como director del Instituto Kaiser Guillermo en Berlín. Tras superar un grave envenenamiento por mercurio, fue director del Departamento de Química de la Technische Hochschule de Karlsruhe entre 1926 y 1936.

## Investigaciones en química de coordinación
Stock fue el primer científico en adentrarse en el mundo de los hidruros de boro, una familia de compuestos químicos conocida como boranos, de fórmula general BxHy, de extrema reactividad. Los boranos son altamente inflamables en contacto con el aire y para su estudio fue necesario disponer y desarrollar la tecnología de alto vacío que empezó a estar disponible a partir de 1912. Un trabajo similar fue desarrollado por Stock con los hidruros de silicio o silanos. 
Ambas familias de hidruros representaban un interés teórico por su proximidad a los hidrocarburos demostrando su rica variedad y diversidad estructural. Sin embargo los boranos resultaron tener un interés de mayor alcance tanto por sus propiedades como por sus inusuales estructuras moleculares y su estudio permitió expandir el alcance de la Química Inorgánica. 
Hidruros como el diborano han sido posteriormente desarrollados a nivel industrial para su uso como reactivos en síntesis orgánica.

## Investigaciones en química inorgánica
En 1921, Stock fue el primer científico en obtener berilio metálico por electrólisis de una mezcla de sodio y fluoruro de berilio. Este método permitió la obtención a escala de berilio, empleado en la fabricación de aleaciones y vidrios especiales como los empleados en los tubos de rayos X.
Stock también introdujo nuevos conceptos teóricos como el del término "ligando" (del latín: ligare, enlazar). El "sistema Stock de nomenclatura" fue propuesto en 1919 para su uso en la denominación de compuesto binarios siendo, con algunas modificaciones, adoptado universalmente.

## Estudio del mercurio
Stock publicó cerca de 50 trabajos sobre diferentes aspectos del mercurio, y en particular, del envenenamiento por mercurio Afectado él mismo desde 1926 por esta enfermedad crónica, los trabajos de Stock permitieron disponer de diferentes test de medida de riesgo así como de nuevas técnicas para la manipulación de sustancias con mercurio. Stock inició una campaña de divulgación de los riesgos del mercurio cuyo uso había comenzado a introducirse, particularmente en el campo de la práctica dentista. Un comité médico fue creado en Berlín en 1926 para la investigación de los casos de intoxicación y envenenamiento por mercurio, usando por primera vez el término micromercurialism.